# Prix Hermès
Pour les articles homonymes, voir Hermès (homonymie).
Pour un article plus général, voir Faculté des sciences de l'administration de l'Université Laval.
Les prix Hermès sont les plus prestigieuses distinctions que la Faculté des sciences de l'administration de l'Université Laval décerne. Ce prix s'adresse exclusivement à ses diplômés.
Il y a trois catégories de prix :
1. Le prix Hermès de « carrière » récompense les anciens de la faculté qui par leur carrière ont permis de promouvoir les professions liées aux sciences de l'administration et au renom de l'Université.
2. Le prix Hermès « Res publica »' souligne la carrière de diplômés qui ont œuvré plus particulièrement à l'avancement d'une cause sociale.
3. Le prix Hermès de « La relève » est décerné aux diplômés de 35 ans et moins qui ont accompli des réalisations remarquables et de les proposer comme modèles aux étudiants actuels.

## Lauréats

### 1977
- Siméon Hardy
- Alfred Houle

### 1978
- Marcel Bélanger
- Arthur Leblond

### 1979
- Robert Després

### 1980
- Pierre-A. Nadeau

### 1981
- Marius Laliberté
- André Piché

### 1982
- Raymond Blais
- Raymond Sirois

### 1983
- Claude Dessureault
- Jean-Marc Hamel

### 1984
- Claude Lessard
- Maurice Myrand
- André Normand

### 1985
- Ghislain Hawey
- Oscar Mercure
- Charles Pelletier
- Charles A. Poulin

### 1986
- Jean-Marie Cloutier
- G.Yves Landry
- Alphonse Riverin
- Jean-Paul Tardif

### 1987
- Robert De Coster
- Jacques Desmeules
- André Dion
- Michaël L. Turcotte

### 1988
- Gérard Larose
- André Bisson
- Ludger St-Pierre

### 1989
- Jacques Morisset
- Paul-H. Brochu
- Claude Blanchet

### 1990
- Charles Chamard
- Raymond Garneau

### 1991
- Louis Rochette
- Gérard Veilleux
- Charles Sirois

### 1992
- Jean-Paul Gagnon
- Pierre-H. Lessard
- Gabriel Savard
- Gustave Tardif

### 1993
- Émilien Bolduc
- John Harbour
- Julien Métivier
- André Mignault

### 1994
- Paul Bilodeau
- Fernand Pellerin
- Jean-B. Turmel
- Jeannette Cloutie

### 1995
- Guy A. Lavigueur
- Michel Nadeau
- Simon Pierre Paré
- Yvon Fortin

### 1996
- Andrée Beaudin-Richard
- Andrée Brunet
- Martin Dufresne
- François Renauld
- Christian Bergeron
- Charles Reny

### 1997
- Jean Guilbault
- Florence Junca-Adenot
- Gilles Lessard
- Pierre-Maurice Vachon
- C. Robert McGoldrick

### 1998
- Claude R. Lamoureux
- Jacques O. Nadeau
- Marie-France Poulin
- Jean-P. Vézina
- Anne Marcotte

### 1999
- Guy Breton
- Jean-Paul Gagné
- Guy Savard
- Micheline Vaillancourt
- Julien Foucault
- Jacques Garon
- Marcel Bélanger

### 2000
- Jacques A. Bussières
- Jude Martineau
- Carmand Normand
- André Tremblay
- Jean Dupont

### 2001
- Jean Brassard
- Réal Desrochers
- Claude Garcia
- Jean Houde
- Jacques Topping

### 2002
- Richard Fortin
- Andrew J. MacDougall
- Arthur C. Perron
- Réal Raymond
- Jacques Valotaire

### 2003
- Fernand Dufresne
- Micheline Lessard
- Georges Morin
- Pierre-André Paré
- Pierre Robitaille

### 2004
- Claude Gariépy
- Claude Gauvin
- Guy Laberge
- Jean-Pierre Provencher
- Gérard R. Vittecoq

### 2005-2006
- Claude Choquette
- Alain Cousineau
- Robert Dutil
- Roger Desrosiers
- Paul-Arthur Fortin